# 中華人民共和國第十一屆全運會曲棍球比賽
中華人民共和國第十一屆全運會的曲棍球比賽在2009年10月10日至10月28日於山东省体育局训练中心曲棍球場舉行，該項目分別設男、女子參與，決賽分別於10月18日及10月28日進行，共會產生兩面金牌。除主辦省份—山東以及香港、澳門這兩特別行政區外，所有參與全運會的省市均需通過預賽爭取參賽資格。

## 預賽

### 男子
十一運會的男子組曲棍球預賽實為2009年全國曲棍球錦標賽，賽事在2009年3月11日至3月19日於廣東舉行。10支參賽隊伍會分為兩組，進行單循環對賽，小組的首4位可取得參與十一運會的資格，而山東與香港、澳門可直接參與十一運會的決賽周。以下為晉級名單﹕
| 省市   | 参赛资格 |
| ------ | -------- |
| 山東   | 東道主   |
| 遼寧   | 預賽冠軍 |
| 廣東   | 預賽亞軍 |
| 內蒙古 | 預賽季軍 |
| 甘肅   | 預賽殿軍 |
| 天津   | 預賽第五 |
| 北京   | 預賽第六 |
| 四川   | 預賽第七 |
| 浙江   | 預賽第八 |
| 香港   | 特殊身份 |

### 女子
十一運會的女子組預賽在2009年4月19日至4月30日於遼寧大連旅順口區進行。12支參賽隊伍會分為兩組，進行單循環對賽，小組的首4位可取得參與十一運會的資格，而山東與香港、澳門可直接參與十一運會的決賽周。以下為晉級名單﹕
| 省市   | 参赛资格   |
| ------ | ---------- |
| 山東   | 東道主     |
| 北京   | 預賽冠軍   |
| 四川   | 預賽亞軍   |
| 遼寧   | 預賽季軍   |
| 上海   | 預賽殿軍   |
| 廣東   | 預賽第五   |
| 江蘇   | 預賽第六   |
| 吉林   | 預賽第七   |
| 甘肅   | 預賽第八   |
| 天津   | 預賽第九   |
| 河北   | 預賽第十   |
| 新疆   | 預賽第十一 |
| 內蒙古 | 預賽第十二 |

## 獎牌分佈

### 男子
| 項目 | 金牌 | 银牌 | 铜牌 |
| 男子 |      |      |      |

### 女子
| 項目 | 金牌 | 银牌 | 铜牌 |
| 女子 |      |      |      |

## 資料來源
1. ↑  .   [2009-07-18]. （原始内容存档于2009-07-20）.
2. ↑  我区男子曲棍球队取得第十一届全运会决赛权 [永久]
3. ↑  第十一屆全運會女子曲棍球預賽暨錦標賽補充通知[永久]